# Ra’anan Cohen

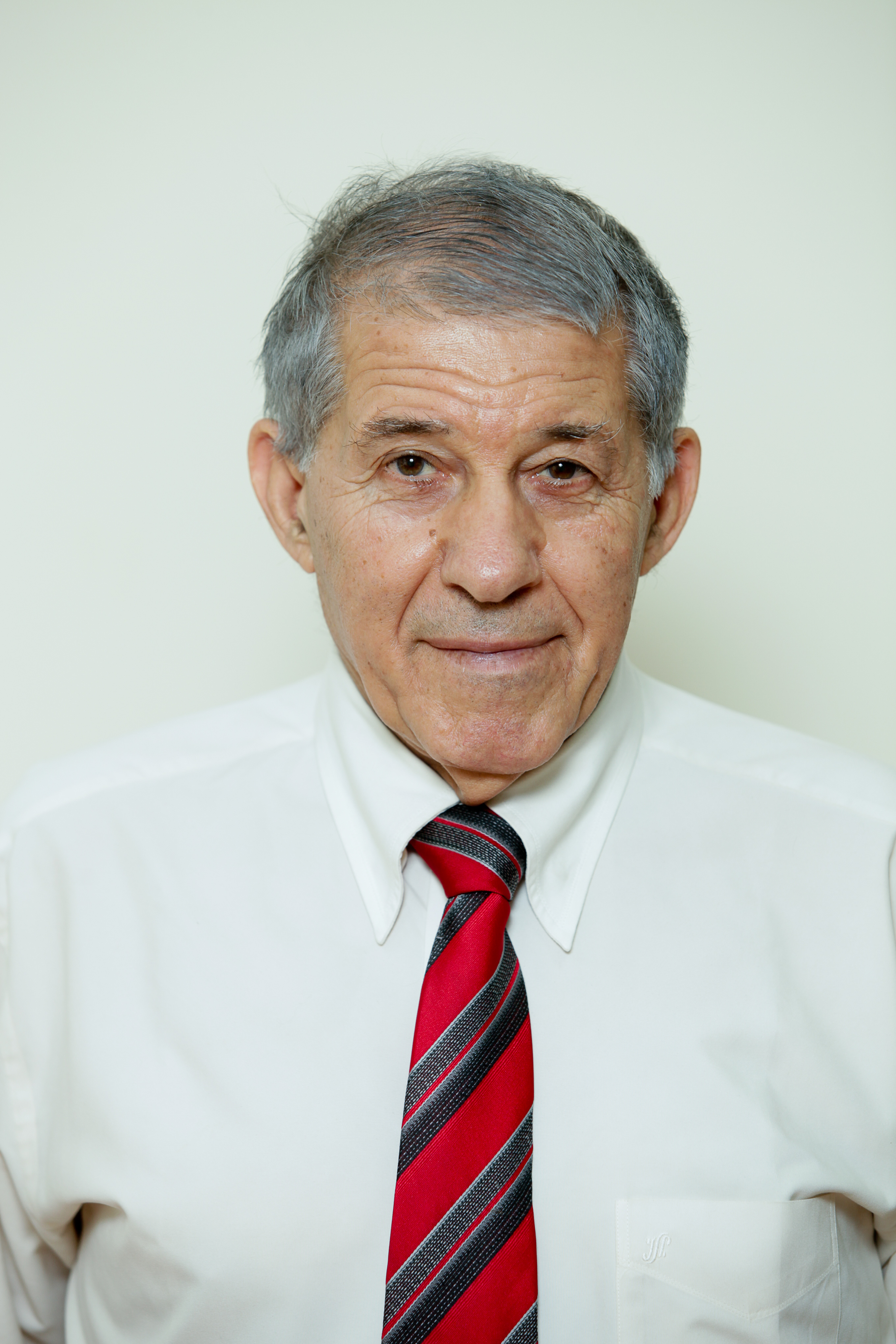
Raʿanan Cohen

Raʿanan Cohen  (hebräisch רַעֲנָן כֹּהֵן; * 28. Februar 1941 in Bagdad) ist ein ehemaliger israelischer Politiker, der als Abgeordneter des Jisraʾel Achat vom 10. August 2000 bis zum 7. März 2001 Minister für Wohlfahrt und Soziale Dienste war.

## Leben
Er wanderte 1951 im Rahmen der Alija nach Israel ein. In seiner Jugend war er Mitglied der Histadrut haNoʿar haʿOved wehaLomed (הסתדרות הנוער העובד והלומד ‚Föderation der arbeitenden und studierenden Jugend‘; Akronym: hebräisch נוע״ל NoʿAL). Weiterhin war er Mitglied der Habonim Dror und der Zijjonut Sozialistit (hebräisch ציונות סוציאליסטית ‚Sozialistischer Zionismus‘).

## Publikationen
- Strangers in Their Homeland. Sussex Academic Press, London.
- Bi-Svach ha-Neʾemanujjiot. (בִּסְבַךְ הַנֶּאֱמָנוּיּוֹת ‚In Treu und Glauben‘); Am Oved עם עובד, Tel Aviv 1990.
- Neschiqat ha-Zabbar. (נְשִׁיקַת הַצַּבָּר ‚Kuss des Zabbars‘); Jedi’ot Acharonot יְדִיעוֹת אַחֲרוֹנוֹת, Tel Aviv 2002.
- Sarim bə-Vejtam. (זָרִים בּבֵיתָם ‚Ausländer in ihren Häusern‘); D'jonun דְּיוֹנוּן, Tel Aviv 2006.